# West (Texas)
West é uma cidade localizada no estado norte-americano de Texas, no Condado de McLennan.

## Demografia
Segundo o censo norte-americano de 2000, a sua população era de 2692 habitantes. Em 2006, foi estimada uma população de 2 695, um aumento de 3 (0,1%).

## Geografia
De acordo com o United States Census Bureau tem uma área de 4,0 km², dos quais 4,0 km² cobertos por terra e 0,0 km² cobertos por água. West localiza-se a aproximadamente 170 m acima do nível do mar.

## Localidades na vizinhança
O diagrama seguinte representa as localidades num raio de 16 km ao redor de West.